# Solenzo
Solenzo ist sowohl eine Gemeinde (französisch commune urbaine) als auch ein dasselbe Gebiet umfassendes Departement im westafrikanischen Staat Burkina Faso in der Region Boucle du Mouhoun und der Provinz Banwa. Die Gemeinde hat in 30 Dörfern und vier Sektoren des Hauptortes 118.424 Einwohner und ist damit eine der zehn einwohnerstärksten Gemeinden des Landes.
Solenzo ist die Hauptstadt der Provinz Banwa.